# Grand bisse de Vex
Le grand bisse de Vex est un bisse valaisan de 12 kilomètres de long situé entre le district de Conthey (prise d'eau du bisse sur la commune de Nendaz) et le district d'Hérens (se terminant aux Mayens de Sion sur la commune de Vex).

## Histoire
Le bisse de Vex fut creusé en 1453 par les agriculteurs de la région pour amener l'eau de la Printze aux cultures de la commune de Vex. Il a servi à l'agriculture jusque dans les années 1930, puis à titre touristique jusqu'en 1971. Remis en état de service par le Comité d’initiative pour la reconstruction du grand Bisse de Vex venant de Nendaz, son tracé constitue aujourd'hui un chemin pédestre très apprécié des amoureux de la montagne.

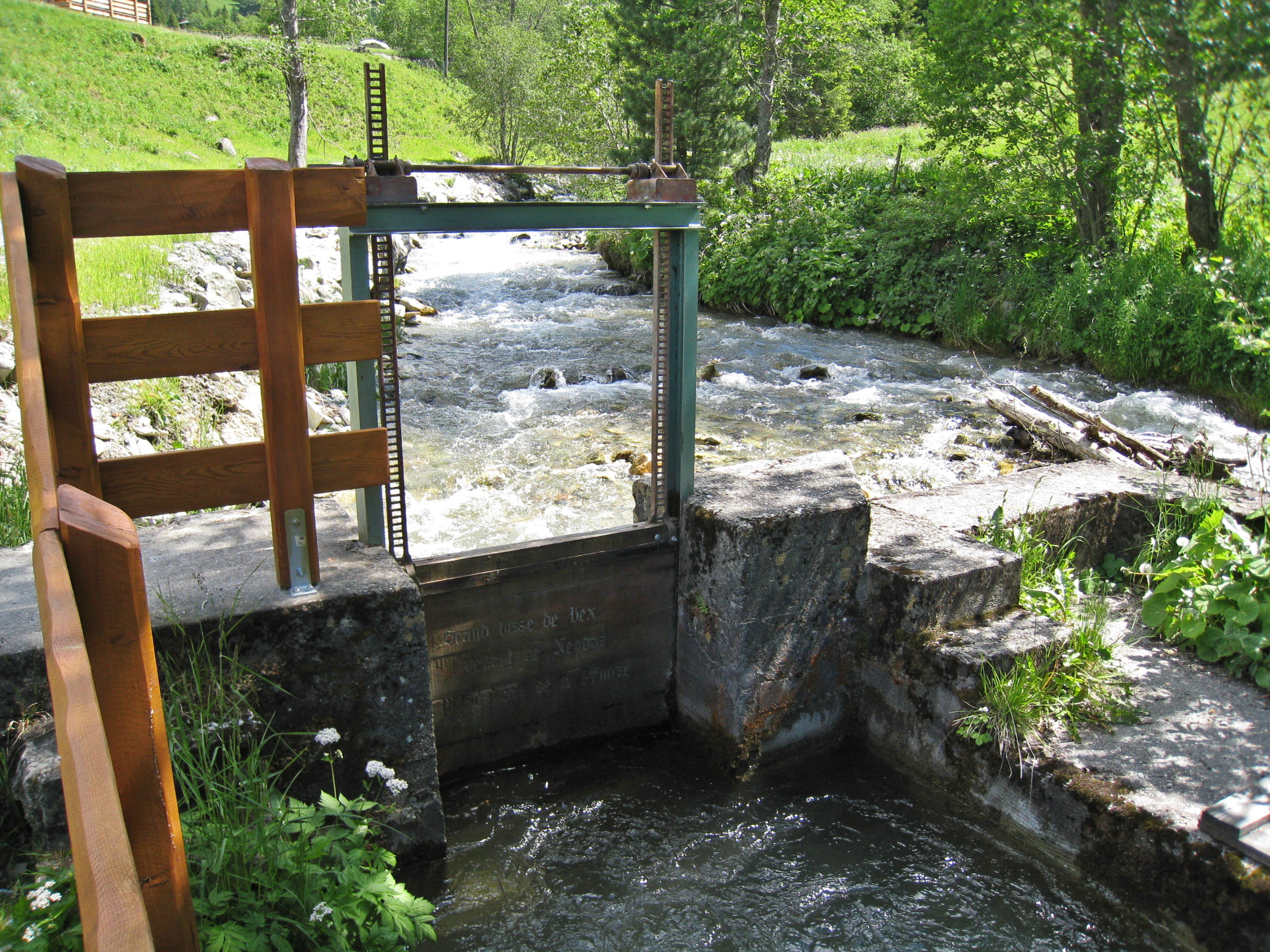
Prise d'eau sur la Printze

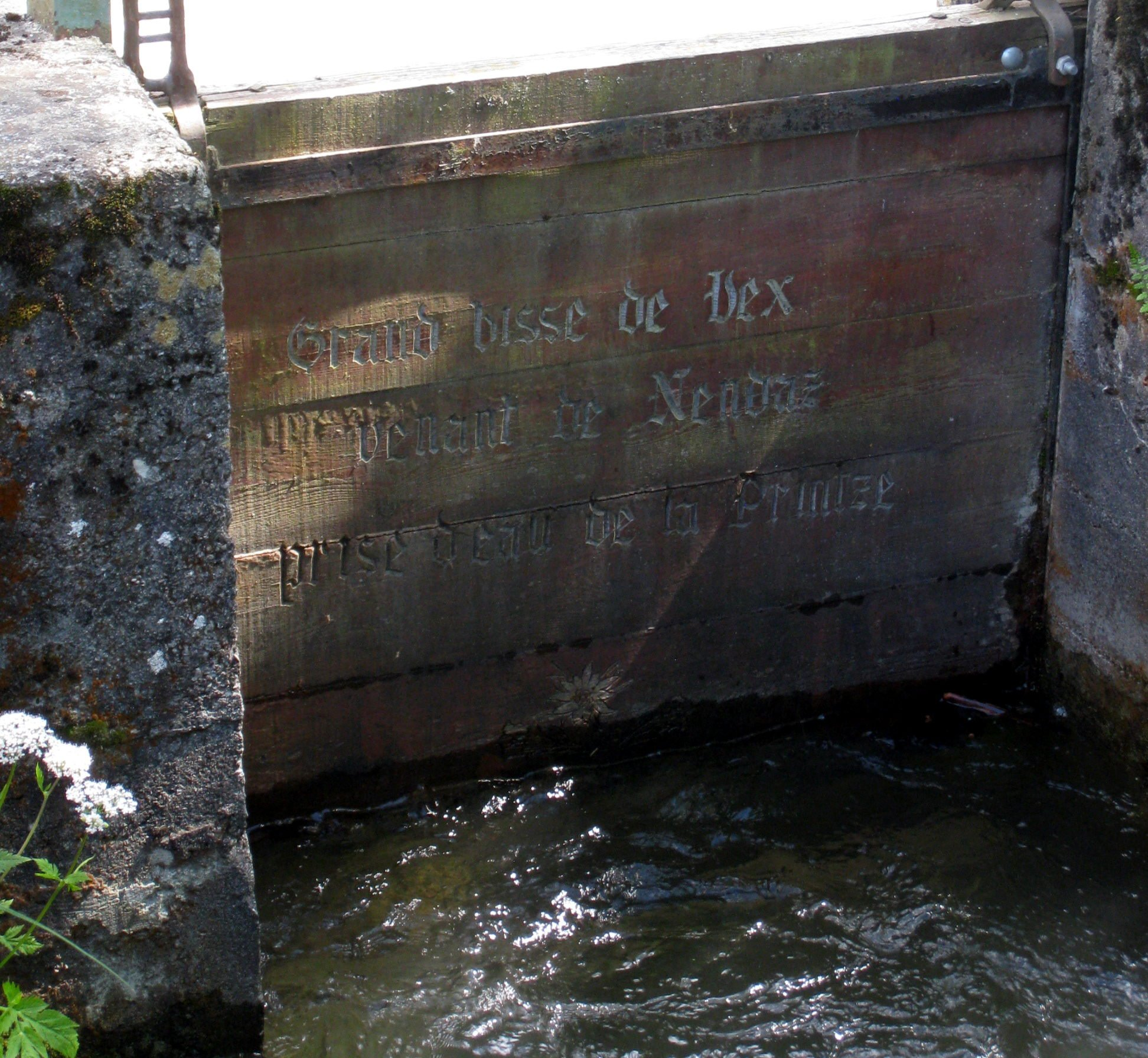
Détail de l'écluse : « Grand Bisse de Vex, venant de Nendaz, prise d'eau de la Printze »

La construction de ce bisse remonte à l'époque où la vallée de Nendaz appartenait encore à la Savoie, car ce n'est qu'en 1475, après la Bataille de la Planta, que les Savoyards furent définititvement refoulés hors du Valais. L'acte solennel, qui concédait cette eau à Vex, fut stipulé à Aproz, au nom du duc de Savoie, par le notaire Perronet Cavelli, major de Brignon, et les représentants de la majorie de Brignon, Clèbes et Heys (ancien nom du village de Verrey).
Depuis une dizaine d'années, l'association des Amis du bisse de Vex a pour but de promouvoir cette randonnée pédestre et de faire découvrir la région à ses visiteurs. En 2007, elle publie une brochure illustrée intitulée Grand bisse de Vex venant de Nendaz, dans laquelle la nouvelle mascotte du bisse, l'écureuil Didonk, accompagne les randonneurs au fil des pages sur leur parcours, enchaînant les explications scientifiques dans un esprit de découverte et de respect de la nature. Des boîtes à lettres en bois ont été déposées le long du parcours pour récupérer et redistribuer les brochures devenues inutiles.

## Géographie
- Départ : Nendaz, Planchouet, 1 520 m
- Arrivée : Vex, Mayens de Sion, 1 335 m
- Longueur : 12 km

À l'heure actuelle, le bisse est alimenté en eau toute l'année sur la totalité de son parcours.
Le bisse de Vex traverse les prairies sèches de Clèbes et Verrey qui sont classées comme sites protégés par le canton du Valais depuis le 3 juillet 2000. Ces prairies sèches font partie des compensations écologiques à la construction de l'aménagement hydroélectrique Cleuson-Dixence octroyée par EOS (actuelle Alpiq) et Grande Dixence SA le 25 juillet 1989 et le WWF.